# إبراهيم أبو اليزيد
إبراهيم أبو اليزيد (ولد في 24 يونيو 1996 في القاهرة، مصر) لاعب كرة قدم مصري يجيد اللعب في مركز قلب الدفاع وبدرجة أقل الظهير الأيسر. يلعب حاليا لصالح سترة البحريني منذ 2023.